# 超執刀 神使之杖
《超執刀 神使之杖》是由Atlus製作並於2005年在日本及北美發行的任天堂DS模擬手術遊戲，並在2006年由任天堂在歐洲發行。該遊戲為超執刀系列的首作。故事設定在不久的將來，當醫學已經進步到能治癒已往定為絕症的疾病時，一種新型人造疾病「罪蝕」開始散播並造成社會恐慌。玩家操縱一名擁有「超執刀」神技的外科醫師月森孝介，加入世界組織「神使局」與罪蝕作戰。遊戲玩法依賴DS的觸式螢幕來模擬手術，並結合以視覺小說敘述的故事。
遊戲開發歷時一年。在遊戲開發早期因為市面遊戲機並不符合遊戲構思而受阻，直至任天堂DS推出後決定依其操作方式設計遊戲。開發早期受美國電視劇《仁心仁術》及《杏林先鋒》啟發靈感，並在開發後期融合科幻元素。開發團隊因為大多來自女神轉生系列，以往只熟悉角色扮演類型的遊戲。所以在開發遊戲中面對陌生的遊戲主題時備受挑戰。
遊戲在各大的遊戲評測網站獲得正面評價，遊戲評測作者讚賞遊戲玩法善用任天堂DS獨特的操作，但批評遊戲難度急昇及部份內容重複乏味。遊戲發售後在日本銷量不佳，但在北美和歐洲銷量超出Altus預期並在發售當年帶來額外利潤。該遊戲的重製版《神使之杖Z 雙超執刀》於2006年在任天堂Wii上發行。而續集《神使之杖2 救急救命》也於2008年在任天堂DS上發行。
注：括號內為美版名稱及用語

## 遊戲玩法
《超執刀 神使之杖》將模擬手術玩法和視覺小說敘事相結合。當演出劇情時任天堂DS上方畫面會顯示靜止背景、人物肖像及文字框等視覺小說元素，遊戲有時會播出角色語音以表達情緒。而當做手術時上方畫面會以2D顯示劇情和時間、分數等遊戲數據，而下方畫面會以3D顯示手術畫面。玩家會操縱一名擁有「超執刀」（Healing Touch）潛能的年輕外科醫師月森孝介（Derek Stiles），每次手術玩家都要在限時內治好一名或多名病人。
手術以第一人稱俯視手術位置的方式進行。6而手術時下方畫面兩旁顯示十種手術器械供玩家按不同手術和傷勢選擇。每次手術前都會進行術前計劃簡報以講解病人狀況及推測治療方案。玩家在手術中需按情況進行各種作業：
- 用吸引器吸走阻擋傷口的瘀血和膿液
- 用雷射手術刀清走小腫塊及病毒簇
- 用手術刀開口及割除腫瘤
- 用超聲波及放大鏡掃瞄隱藏的病因
- 用鑷子來閉口和導入或導出物件
- 用注射器注射不同藥物
- 用縫合線縫合傷口及手術口

有時侯玩家需用虛擬的抗生凝膠去處理小傷口、殺菌消毒防止感染擴散。在特殊情況下玩家需用月森的手進行心肺復蘇及放置人造膜。完成手術都要縫合手術口及用繃帶包紮來完結手術。以上玩法都靠觸控筆操作。
手術內容包含治好創口及摘除手術。但往後月森需要進行清除名叫「罪蝕」（GUILT）的新型人工寄生蟲的手術。這些罪蝕體能快速移動，令手術更具挑戰。部份手術會受外來因素干擾例如亂流。而月森在故事中擁有的潛能「超執刀」能在DS的觸式螢幕畫上五角星觸發一段有限的子彈時間。玩家可在病人情況急轉直下時快速進行手術。遊戲會根據玩家動手術時動作手速和效率作評分，評價由"Bad"到"Cool"，最終影響積分高低。每次手術後，遊戲都會按玩家的表現(手術積分、剩餘時間、心搏及完成特別要求積分)作出評級，評級由最低的C級到最高的S級。玩家在故事模式中完成手術後，可到挑戰模式中重玩同一手術以挑戰更高等級。玩家可在故事模式完成每章節後儲存記錄。如果手術時病人心搏變零或超過時限遊戲會結束，玩家需讀取上一個記錄重新開始。

## 故事提要
《超執刀 神使之杖》設定於2018年，醫學已經進步到能治癒如愛滋病和癌症等絕症。而與世衛轄下的國際公共衛生組織「神使局」（Caduceus）也因發現上述絕症的治療方法一躍成為全球頂尖公共衛生組織，組織表面研究現存的奇難雜症，但實際上是要與醫療恐怖活動和傳染病作戰的特殊機關。故事圍繞外科醫師月森孝介，他因為一次緊急的交通意外手術而發現自己身懷「超執刀」神技。當月森在另一次手術中成功清除來歷不明的寄生蟲病後，他所在的北崎醫院（Hope Hospital）把他推薦到神使局當外科醫師。而那個不明寄生蟲名叫「罪蝕」，由名為「特爾非」（Delphi）的恐怖組織所研發。在護士利根川安祺（Angie Thompson）的輔助下月森開始和不同的罪蝕體作戰同時也要防範特爾非的襲擊。在對抗醫療恐怖活動中包括日本厚生勞動大臣日比谷克己（Richard Anderson，美版因為設定在美國所以職位改為美國衛生及公共服務部部長）在內都受感染。雖然月森成功將罪蝕清除，但日比谷最終還是體力不支不幸去世，他臨終前將自己兼任的神使局總監職位傳給北崎醫院院長北崎威一郎（Robert Hoffman）。
之後在特爾非對神使局的突襲中其中一個不速之客被認出，他是利根川的父親天羽恭司（Kenneth Blackwell）。於是月森和利根川聯同執法部門追蹤天羽到特爾非的實驗室。但到達實驗室後罪蝕已洩漏，他們馬上對受感染的實驗室人員和天羽進行手術，並成功清除其體內的新型態罪蝕體。天羽康復後決定對神使局合作但他認為自己應該以坐牢來贖罪為由而拒絕特赦。於是在根據天羽給的線索下，月森和利根川聯同神使局美國支部（美版為歐洲支部）找到特爾非總部並進行突擊搜查。在搜查中他們發現特爾非利用綁架回來的小孩培養罪蝕體並稱為「罪人」（Sinner）。在清除了罪人體內的罪蝕後，他們找到了已成植物狀態的特爾非首領亞當（Adam）。亞當利用體內的罪蝕以延長自己壽命來達到指揮「賦予」人類死亡的理想。而月森向亞當對質時中了迷幻毒氣，所幸美國神使局到來解救。最後亞當的身體被收走，重挫特爾非。而月森也因為戰勝罪蝕及超執刀而更受醫學界觸目，遊戲結尾以月森收到被他治癒的病人和利根川的感謝信作結。

## 登場人物
注：日版名稱 - 美版名稱
冷知識：英文版本的名字大部份有借美國著名的醫療劇集：如「仁心仁術」、「豪斯医生」中的演員或者角色名字作參考。
- 月森孝介（つきもり こうすけ）- Derek Stiles

本遊戲的主角，因為年少喪父而立志當醫生。實習期間吊兒郎當，常被上司與護士同事指責。後來一次突發意外喚醒了他的「超執刀」神技。成為新一代的神醫。26歳。
- 利根川安祺（とねがわ あんじゅ）- Angie Thompson

月森的女助手。21歳。擁有四分之一德國血統的混血兒。對醫療擁有豐富的知識，並擁有國際護理執照的精英份子。遊戲開始時對月森沒有信心，隨著故事的發展，慢慢與月森建立信賴。
- 古村百恵（ふるむら ももえ）- Mary Fulton

遊戲開始時協助月森執刀策略的助手，亦是北崎醫院的資深護士。39歲。非常照料月森。離職後由利根川接任月森助手一職。
- 沓掛真一（くつかけ しんいち）- Greg Kasal

月森工作的北崎醫院外科局長。35歲。北崎醫院實力最高的醫生。為人風趣幽默，是月森的導師亦是他發現了月森有「超執刀」的才能。是神使局局長沓掛宗二的孿生兄長。
- 北崎威一郎（きたざき いいちろう）- Robert Hoffman

北崎醫院的院長。62歳。以前是代表日本的名醫，上一代擁有「超執刀」的神醫，但因某些事而放下手術刀。並曾經勸告月森以他為鑑放棄超執刀的能力。
- 沓掛宗二（くつかけ そうじ）- Sidney Kasal

與沓掛真一是孿生弟弟。35歲。聯合國世界衛生組織轄下的先進醫療機構「神使局」日本分局局長。性格與哥哥相反為人認真沉實，自妻子因病去世後便專心從事醫療研究工作。
- 明神沙耶香（みょうじん さやか）- Cybil Myers

34歲，是沓掛真一的後輩。「神使局」日本分局麻醉師。曾經任職刑警，為人冷靜具膽識，同僚間稱她「鐵娘子」。
- 佐倉東吾（さくら とうご）- Tyler Chase

月森讀醫時的同學，現任職於神使局兒科。26歲。因為親歷其導師痛苦抗病，立志成為不讓病人受苦的醫生而走上支持安樂死之路。加上親妹妹佐倉凛患上罪蝕症長期受治療之苦，令他對安樂死的態度更為執著。
- 新垣修也（あらがき しゅうや）- Victor Niguel

神使局開發研究部長，自命天才並且為人孤癖。除了沓掛局長外沒有人能收服他。
- 寶生卓而(たからお たくじ）- Stephen Clarks

擁有圓滿家庭育有二名兒子的神使局資深外科醫生。42歲。
- 伊東優乃（いとう ゆうの）- Leslie Sears

神使局資深護士，主要照顧兒童與患罪蝕症的病人。佐倉東吾的泡妞對象。
- 日比谷克己（ひびや こくひこ）- Richard Anderson

日本厚生相(衛生大臣)兼日本神使局總監。與北崎威一郎份屬同窗，行事以市民健康作大前提。
- 君島美娜（ミラ キミシマ）- Nozomi Weaver

於Wii版本登場的另一個主角，與月森一樣擁有「超執刀」能力，但過去是個謎的女醫生。她的英文版本名字有著「編織希望」的意思。27歲。

## 發佈
這遊戲率先在2004年7月連同其他四個DS遊戲一起公佈。在2005年5月，Atlus宣佈在關東、大阪和名古屋的電玩店舉辦體驗會，並在同月29日經任天堂的線上商店推出試玩版。遊戲在2005年6月16日在日本發售。雖然這遊戲的血腥程度並未去到成人分級的D級，CERO還是給了12歲以上的B級。enterbrain在2005年7月9日出版該遊戲的官方攻略書。而該遊戲的官方原聲帶在2011年10月5日由Sweep Records發行。
英文版方面首先在2005年的E3公佈，並顯示其官方英文名稱。隨後在同年10月4日在北美發售。Atlus美國分部Atlus USA負責遊戲的在地化工作，他們將遊戲設定由日本轉到北美。月森孝介的英文姓Stiles為DS觸控筆英文stylus的雙關語，意指任天堂DS觸控筆（DSstylus）。而月森的英文姓名首字母大寫Derek Style也暗示任天堂DS的字母大寫“DS”的雙關語。 之前為《數位惡魔傳說 天魔變》作英配的PCP  Production則負責同樣工作，遊戲中月森並沒有聲優，而輔助月森的利根川、北崎醫院資深護士古村百惠、神使局麻醉師明神沙耶香和神使局開發研究部長新垣修也只有呼叫聲。由於Atlus當時尚未在歐洲開分部，任天堂歐洲分部負責這遊戲在歐洲的發行工作，在2006年4月28日在歐洲發售。

## 評價
在日本，《超執刀 神使之杖》未能登上Fami通2005年頭500名銷量排行榜，而最後一名的銷量估算為15,000份，暗示該遊戲賣出的份量更少。相反，Atlus USA銷售副總監Jim Ireton指出英文版在北美的表現「非常優秀」，銷量「超乎想像」。遊戲受歡迎的程度令Atlus USA決定在2006年7月向電玩店補貨。該遊戲在歐洲銷量同樣出色。雖然Atlus在2006年前幾年的財政狀況不佳，該遊戲的海外銷量令公司賺到利潤。

## 外部連結
- （日語）《超執刀 神使之杖》官方網站
- （英文）《超執刀 神使之杖》官方網站